# Altiport de Megève
L'altiport de Megève (code IATA : MVV • code OACI : LFHM) est un aérodrome de type altiport situé et détenu par la commune de Megève, en France.

## Histoire
C’est sous l’impulsion de Michel Ziegler, le patron de la compagnie Air Alpes qui est à l’initiative de la construction de plusieurs altiports dans les années 1960 dans les Alpes (Courchevel, Alpe D'huez...) et du Mégevan Jacques Henri Bujard, administrateur du groupe Edmond de Rothschild que l’idée de créer un altiport à Megève fut lancée.
Megève y voit l’opportunité de faire venir une clientèle aisée.
De son côté, Edmond de Rothschild dont la famille est installée à Megève depuis les années 1910,, donne son accord pour mettre à disposition le terrain de la Cote 2000 que le patron d'Air Alpes lui avait indiqué comme pouvant être favorable à la création d'un altiport.
Cet altiport est inauguré le 20 décembre 1964.

Logo de la compagnie Air Alpes.

Une ligne commerciale Paris - Megève est mise en place jusqu’en 1977 avec Air Alpes comme des liaisons vers Genève, Lyon-Bron, ou les autres stations équipées d’un altiport comme Courchevel, La Plagne, l’Alpe d’Huez ou tout simplement de se faire «déposer» sur un glacier.
Air Dauphiné mettra en place la liaison vers Grenoble.
L’altiport est ensuite repris par la commune de Megève.
Par la suite, la piste sera damée au lieu d’être déneigée et ainsi restreinte aux avions équipés de skis .
En 1968, la création de l’aéroclub propulse une nouvelle activité. Megève devient rapidement la plus grosse école de pilotage de vols en montagne et l’est encore à l’heure actuelle.
Pour les 10 ans d'Air Alpes en 1971, le Pilatus PC-6 immatriculé F-BKQY prend le nom de baptême: Méribel.
En août 2016, la DGAC (Direction Générale de l'Aviation civile) lève l'interdiction de vol commerciaux en autorisant les Vulcanair P-68 d'Alpine Airlines à utiliser la petite piste de Megève.

## Caractéristiques
- 1 472m d’altitude,
- 548 m revêtue de longueur de la piste orientée 15-33 (damée l'hiver mais pas déneigée),
- 7% de déclivité de la pente permettant un atterrissage court,
- 15 000 mouvements par an (un atterrissage ou un décollage),
- Usage restreint, pilote avec qualification montagne,
- 4 500 passagers par an,
- non autorisée aux vols hors schengen,
- 15 avions et hélicoptères basés,
- situé 3 368 route de la Cote 2000 à Megève (74120),
- restaurant sur l'aérodrome,
- Navette vers Megève du 20 décembre au 30 avril et du 01 juillet au 15 septembre.

## Utilisation
Les structures qui utilisent l'aménagement sont:
- l'aéroclub de Megève (école de pilotage),
- la compagnie de transport aérien Aérocime (vols touristiques)[7]  depuis 1993,
- Mont Blanc Hélicoptères[8].
- Alpes Hélicoptères[9]

## Galerie

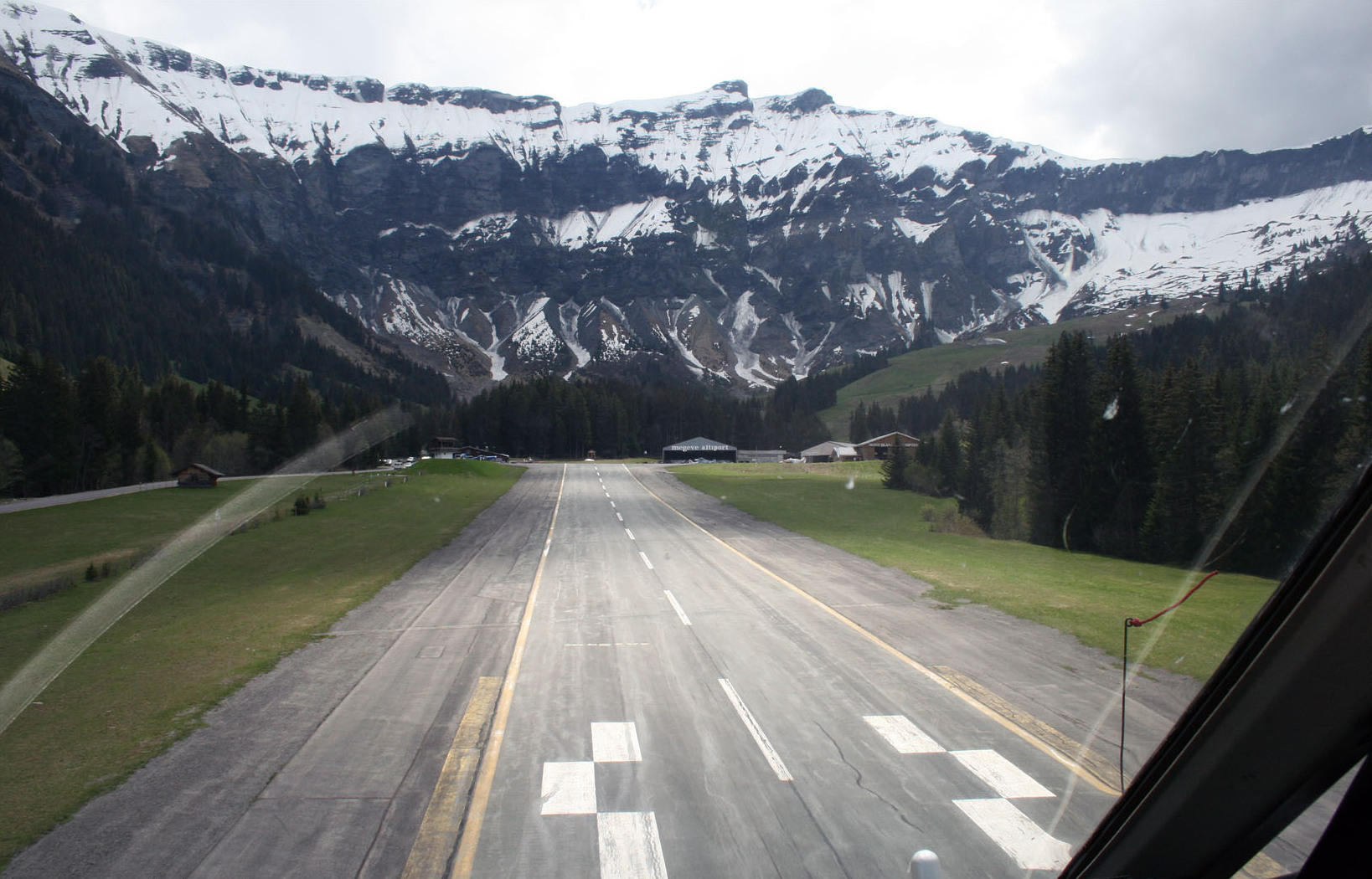
Atterrissage à l'altiport de Megève.
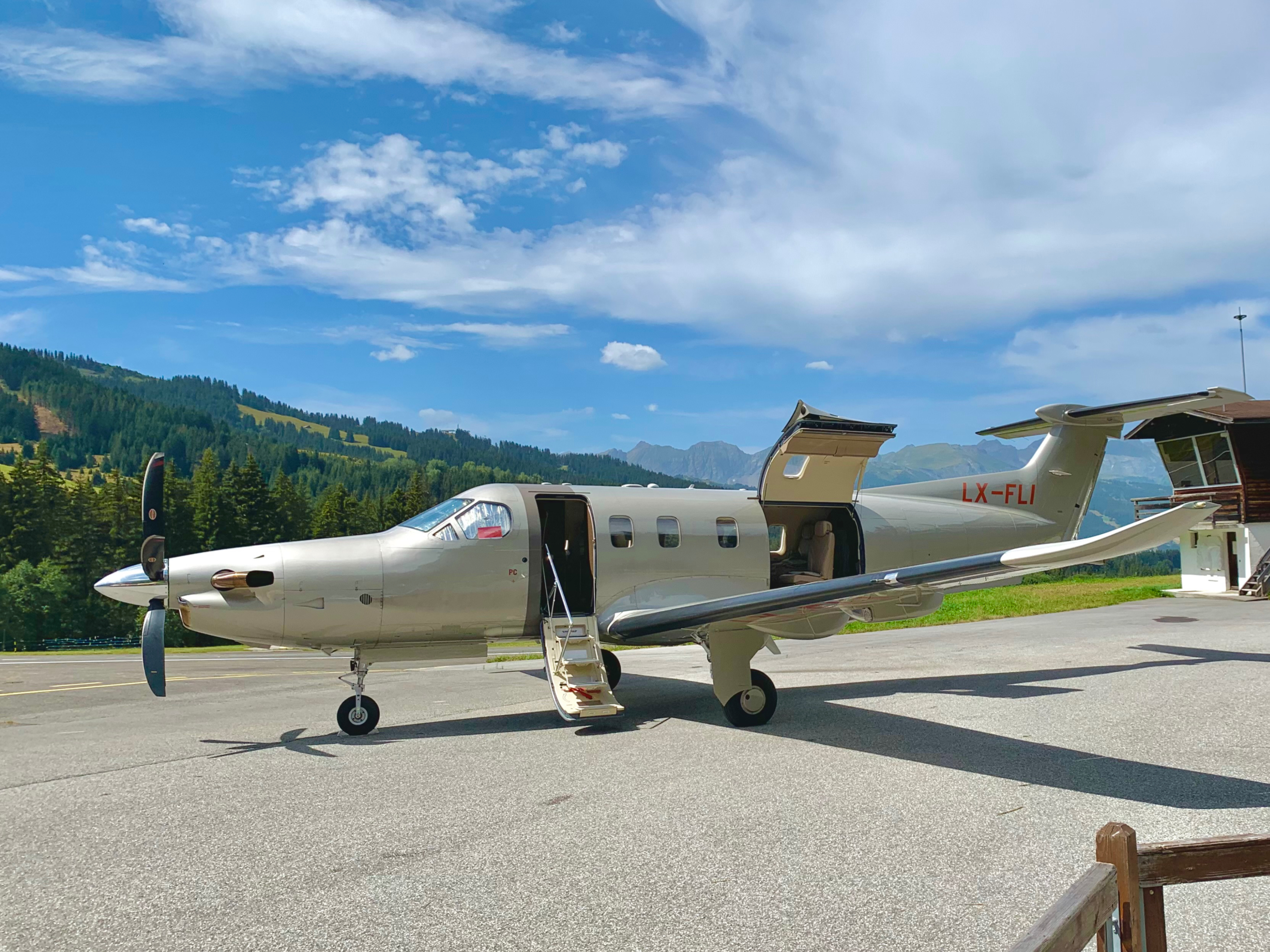
Un Pilatus PC-12 NGX de la compagnie luxembourgeoise Jetfly Aviation, stationné sur le tarmac de l’altiport de Megève le 17 août 2023.
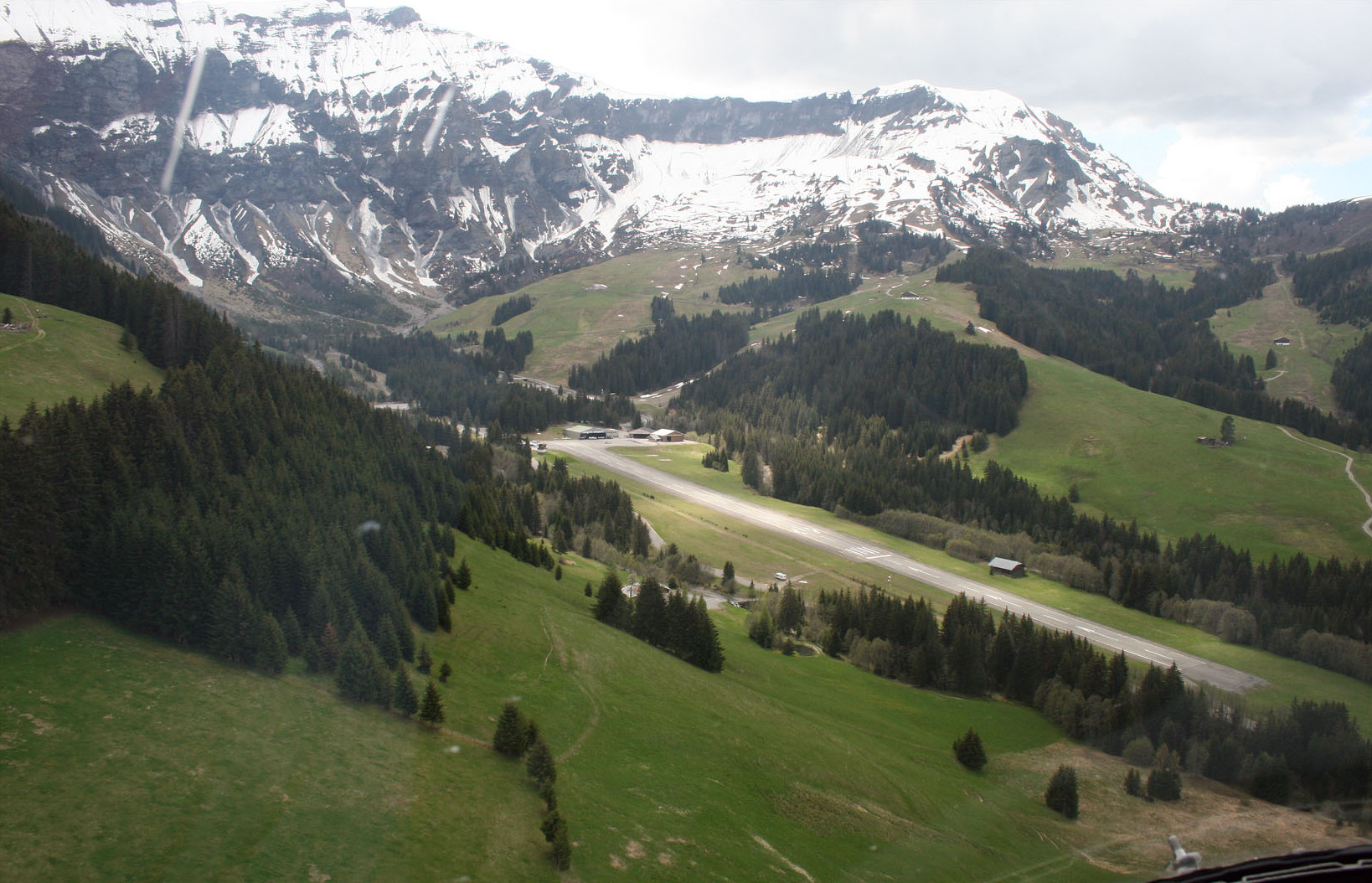
Vue sur la piste de l'altiport de Megève.